# مالیات بر دارایی
مالیات بر دارایی یا مالیات بر ثروت (به انگلیسی: property tax) مالیاتی است، که در آن پایه و منبع مالیاتی را دارایی یا ثروت دارنده ملک، تشکیل می‌دهد. به عبارت دیگر، مالیات بر دارایی بر آنچه که شخص مالک قبلاً به دست آورده یا از طریق به او به ارث رسیده باشد تعلق می‌گیرد. مالیات بر دارایی عموماً به عنوان مکانیزمی برای تعدیل ثروت به کار گرفته می‌شود و بیشتر در جوامعی کاربرد دارد که اختلاف فاحشی در دارایی و ثروت افراد آن جامعه وجود داشته باشد، یا فقط در مواردی خاص که به وسیله نوع دیگری از مالیات مانند مالیات بر درآمد نتوان از آن منابع مالیات گرفت، اعمال می‌شود.
مالیات بر املاک درواقع مالیات بر ارزش املاک و مستغلات می‌باشد؛ به این صورت که یک نرخ تعیینی بر اساس ارزش دارایی مشخص و پرداخت می‌گردد نه آنکه بخشی از ملک بعنوان مالیات اخذ شود که این توسط مراجع رسمی و دولتی هر مکان و منطقه به‌طور جداگانه مشخص می‌شود. این مقام می‌تواند شهرداری، دولت، اداره دارایی، مراجع قضایی و… باشد.
در اغلب کشورها، مالیات بر دارایی تحت قالب استفاده از دارایی، مالکیت دارایی و انتقالات دارایی مطرح شده‌است. در این زمینه مالیات‌های مختلف با اهداف متفاوتی وضع می‌شوند. بر طبق طبقه‌بندی مالیاتی بین‌المللی، مالیات بر دارایی شامل مالیات مکرر بر دارایی غیرمنقول، (که به صورت ناخالص بدهی بر مالک یا مستأجر وضع می‌شود)، مالیات مکرر بر خالص ثروت، مالیات بر املاک، ارث و هدایا، مالیات بر معاملات مالی و سرمایه‌ای؛ شامل انتقال چک و اوراق بهادار، یا فروش دارایی غیرمنقول و سایر مالیات‌های مکرر یا نامکرر بر دارایی می‌باشد.
حتی همین مراجع رسمی ممکن است مالیات وضع‌شده را برای املاک خود بپردازند. اما مشکلی وجود دارد، بحث اخذ مالیات از ارزش املاک و زمین همان ملک هرکدام به‌طور جداگانه یا فقط یکی از آنها است.
تحت سیستم مالیات بر دارایی، دولت نیاز به ارزیابی ارزش هر دارایی داشته تا بتواند مالیات را بر اساس آن اخذ بنماید. چهارچوب و قانون مالیات بر دارای در هر حوزه قضایی (کشور، منطقه، استان و…) متفاوت است.
املاک و مستغلات معمولات بر اساس سطح و درجهٔ آنها مالیات‌بندی شده که البته این طبقه‌بندی بر اساس نوع کاربری آنها صورت می‌گیرد. هر طبقه مشمول نرخ متفاوتی از مالیات می‌شود مثلاً کاربری مسکونی، تجاری، صنعتی و بدون سکنه.
بعنوان مثال در برخی از کشورها مالیات خانه‌های بدون سکنه دوبرابر خانه‌های دارای سکنه است که این موضوع بشدت می‌تواند بر سطح زندگی مالکین و مستاجرین خانه تأثیرگذار باشد.
از طرفی مالیات بر املاک با مالیات بر سود متفاوت است؛ اولی به ارزش خالص، منصفانه و بازاری ملک و دومی بر سود حاصل از فعالیت‌های اقتصادی انجام شده در همان ملک مرتبط می‌شود که تفکیک این دو موضوع از یکدیگر یکی از مباحث بسیار مطرح در موضوع مالیات بر دارایی می‌باشد.

## تاریخچه مالیات بر دارایی
تبادل مالیات‌ها از زمان وجود تمدن‌ها وجود داشته‌است. در اصل قبل از حضور سیستم پولی، مالیات‌ها بیشتر به عنوان درصدی از محصولات زراعی جمع‌آوری شده پرداخت می‌شدند. بعداً، مالیات بر املاک جهان باستان، بخش‌هایی از اروپای قرون وسطایی و مستعمرات آمریکایی بیشتر مبتنی بر مساحت املاک بود تا ارزش آن. سرانجام، از تولید ناخالص دارایی (به عنوان مثال درآمد سالانه) به عنوان پایه مالیات استفاده شد.
اولین سوابق مالیاتی، که قدمت آنها حدود شش هزار سال قبل از میلاد است است، به شکل لوحهای خاکی بود که در شهر لاگاش (اکنون در خاک عراق فعلی) یافت شده‌است. این سیستم که باله (چرخش) نامیده می‌شد به گونه ای بود که هر ماه یک منطقه خاص از شهر مالیات‌بندی می‌شد! در مصر باستان مالیات بر ارزش دانه، گاو، روغن، آبجو و همچنین زمین پرداخت می‌شد. در آن زمان فقط یک نفر از ۱۰۰ نفر سواد داشت. برخی از این افراد ارزیاب مالیات بودند. آنها سوابق مرتبط به صاحبان زمین را به همراه اندازه آن نگهداری می‌کردند. اگر مالیات دهندگان قادر به پرداخت مالیات نبودند، وی به دادگاه معرفی می‌شد. ارزیابان مالیات به دلیل توانایی و مهارتشان از افراد بسیار محترمی در زمان خود محسوب می‌شدند.

## مالیات بر دارایی در ایران
بر اساس قوانین کشور، بند یک ماده یک قانون مالیات‌های مستقیم ایران اعلام می‌کند که کلیه اشخاص حقیقی و حقوقی در نسبت به هر نوع اموال و املاکی که در کشور دارند برابر مقررات مرتبط مشمول پرداخت مالیات خواهند شد.
قوانین مشتمل بر ۵ فصل می‌باشد که عبارتند از:
1. مالیات سالانه املاک (حذف شده‌است)
2. مالیات املاک و مستغلات خالی از سکنه (حذف شده‌است)
3. مالیات بر اراضی بایر (حذف شده‌است)
4. مالیات بر ارث که با ده ماده برقرار می‌باشد.
5. مالیات بر حق تمبر که با هشت ماده برقرار می‌باشد.

اما به تازگی و طبق مصوبه جدید کمیسیون تلفیق مجلس شورای اسلامی، مقرر شد که از املاک و خانه‌های بالای ۱۰ میلیاردتومان و خودروهای بالای ۱میلیارد تومان به نرخ مشخصی مالیات اخذ شود.

## معضلات نبود مالیات بر دارایی در ایران
به دلیل نبود ساز و کارهای لازم از جمله مالیات بر عایدی سرمایه و مالیات بر خانه‌های خالی، بسیاری از بنگاه‌های اقتصادی، صندوقهای بازنشستگی و بانک‌ها در حوزه مسکن سرمایه‌گذاری غیرمولد و فعالیت سفته بازی دارند. موضوعی که موجب شده تقاضای سرمایه‌ای مسکن در ایران از حدود ۲۰درصد در دهه ۶۰ به ۷۰درصد در سال‌های اخیر برسد.نتیجه این امر افزایش بی‌رویه قیمت مسکن، افزایش حاشیه‌نشینی و فشار مالی سنگین به طبقات مختلف اجتماعی بوده‌است.

## مثالی از مالیات بر دارایی‌ها در کشورهای مختلف دنیا
استرالیا دارایی املاک در استرالیا در هر دو سطح کشوری و منطقه‌ای (شهرداری محلی) مالیات‌بندی می‌شود که این مالیات توسط مالکان بایستی پرداخت شود و هیچگونه مالیات بر دارایی‌ای که به اجاره دهنده تعلق گیرد، وجود ندارد. مالیات املاک که معمولاً «وظیفه تمبر» نامیده می‌شود، هنگام خرید یا انتقال ملک ارزیابی می‌شود. این به‌طور معمول حدود ۵٪ از قیمت خرید است که توسط خریدار پرداخت می‌گردد. مالیات اراضی" و همچنین مالیات املاک هر ساله بر اساس ارزش روز ملک ارزیابی می‌شود. بیشتر استرالیاییها مالیات زمین مسکونی را پرداخت نمی‌کنند، زیرا در قانون معافیت مالیاتی زمین برای خانه یا محل اقامت اولیه تعریف شده‌است. البته بسته به هر ایالت یا استان، نرخ مالیات اضافی یا عدم معافیت مالیاتی می‌تواند برای مالکان خارجی اعمال شود.
نرخ شورا نیز مالیات شهرداری است که توسط دولت محلی یا شهرداری‌ها وضع شده‌است و هر سال بر ارزش ملک ارزیابی می‌شود. نرخ شورا در حدود ۱۳۰۰ دلار در سال برای یک خانواده متوسط استرالیایی است.
آمریکا
در ایالات متحده مالیات بر املاک به عنوان منبع اصلی درآمد در بیشتر دولتهای محلی می‌باشد که ممکن است بر املاک و مستغلات یا املاک شخصی اعمال شود. این مالیات تقریباً همیشه به عنوان ارزش منصفانه بازار ملک محاسبه شده و عموماً بعنوان تعهد صاحب ملک است. ارزشها توسط مقامات محلی تعیین می‌شود. مالیات بر املاک به‌طور معمول درآمد مورد نیاز مالیات‌های شهرداری را ایجاد می‌کند. ضرر برای مالیات دهندگان این است که بدهی مالیات ثابت است، در حالی که درآمد مالیات دهنده اینگونه نیست.
ایرلند
اخذ مالیات بر املاک مسکونی در جمهوری ایرلند از سال ۲۰۱۳ شروع شد که درآمد حاصله توسط کمیسیون درآمد جمع‌آوری می‌شود. صاحب ملک مسئولیت پرداخت مالیات را به عهده دارد اگرچه در مورد اجاره نامه‌های بیش از بیست سال، این مسئولیت بر عهده مستأجر می‌باشد. این درآمد صرف ارائه خدمات توسط مقامات محلی می‌شود. (این خدمات در حال حاضر شامل پارک‌های عمومی، کتابخانه‌ها، فضای باز و امکانات تفریحی، برنامه‌ریزی و توسعه، خدمات آتش‌نشانی و فوریت‌های پزشکی، نگهداری و نظافت خیابان‌ها و روشنایی است)
برزیل
برزیل یک جمهوری فدراسیون است و نهادهای فدراسیون آن (ایالت‌های داخلی و شهرداری‌ها) و همچنین دولت فدرال (مرکزی)، طبق قانون اساسی مالیات بر املاک را وضع و اخذ می‌کنند. مالیاتهای فعلی املاک در برزیل شامل موارد زیر است:
- مالیات بر املاک مسکونی روستایی – فدرال که به حساب مراجع دولتی در مناطق روستایی واریز می‌شود
- مالیات بر املاک مسکونی شهری – شهرداری که به حساب شهرداریها در مناطق شهری واریز می‌شود
- مالیات بر وسایل نقلیه موتوری و املاک – ایالتی که به املاک ماشینها، کامیونها، موتور سیکلت و موارد مشابه تعلق می‌گیرد
- مالیات بر سرنوشت بزرگ - فدرال: در قانون اساسی فدرال اعلام شده‌است، اما هنوز هیچ آیین‌نامه ای برای تعیین

میزان آن وجود ندارد.
هلند
مالیات بر املاک بر اساس بخشی از ارزش آن محاسبه شده و توسط شهرداری محاسبه می‌شود. در هلند فقط صاحبان املاک مسکونی (بیش از ۱واحد) و افرادی که فضای تجاری خود را اجاره می‌دهند، مالیات پرداخت می‌شود؛ بنابراین افرادی که خانه یا مغازه اجاره می‌کنند مالیاتی را پرداخت نمی‌کنند. شهرداریها مالیات املاک خود را با مالیات جمع‌آوری زباله و سیستم فاضلاب ترکیب می‌کنند. مالکان و استفاده‌کنندگان از املاک و اراضی همچنین مبلغی را براساس ارزش املاک به تخته‌های آب برای حفاظت از سیلاب و تصفیه آب و فاضلاب ("آبخیزداری") پرداخت می‌کنند.
کانادا
مالیات بر املاک و مستغلات از منبع اصلی درآمد برای اکثر مراجع دولتی و شهرداری‌ها است. بسیاری از استانها مالیات بر املاک و مستغلات را بر اساس استفاده و ارزش اراضی وضع می‌کنند. نکته جالب توجه این استه که با وجود تفاوت بین سطح مالیات بر املاک در بین شهرداری‌ها، یک معیار ارزیابی املاک یا ارزش گذاری مشترک در قوانین هر استان‌ها ارائه شده‌است. روند استفاده از یک استاندارد ارزش بازار برای اهداف ارزش گذاری با چرخه‌های متفاوت ارزیابی مجدد است. استان‌های متعدد چرخه ارزیابی مجدد سالانه را ایجاد می‌کنند که در آن ضمانت فعالیت بازار است، در حالی که سایرین دوره‌های طولانی تری بین دوره‌های ارزیابی دارند.
در اکثر موارد، ارزیابی املاک پایین‌تر از ارزش واقعی بازار املاک است. یک مطالعه در سال ۲۰۱۹ نشان داد که تورنتو، پایتخت انتاریو، کمترین مالیات بر دارایی را در استان دارد.
همچنین مالیات انتقال زمین یک مالیات استانی است که هنگام خرید خانه یا زمین در کانادا تعیین می‌شود. همه استانها به جز آلبرتا و ساسکاچوان مالیات انتقال زمین دارند. در اکثر استانها مالیات به عنوان درصدی از قیمت خرید محاسبه می‌شود. در تورنتو مالیات اضافی شهرداری نیز وجود دارد. انتاریو، بریتیش کلمبیا، جزیره پرنس ادوارد و شهر تورنتو تخفیف مالیات انتقال زمین را برای صاحبان خانه برای اولین بار ارائه می‌دهند.
شیلی
در شیلی مالیات بر املاک زمین که «مالیات ارضی» یا «سهم» نامیده می‌شود، مبلغی است که به‌طور ماهانه محاسبه و در انتهای سال توسط صاحب ملک پرداخت می‌شود و به عنوان درصدی از «ارزش مالی» دارایی تعیین می‌شود.
املاک مسکونی به ارزش کمتر از ۴۰۰۰۰ دلار آمریکا (از سال ۲۰۱۳) شامل مالیات نمی‌شوند. کسانی که بالاتر از این آستانه هستند فقط از مبلغی بالاتر از ۴۰۰۰۰دلار آمریکا مالیات می‌شوند. تمامی درآمدهای مالیاتی به بخش املاک اداره شهرداری می‌روند.
مصر
در این کشور قانون برای هر ملک مالیات وضع می‌کند که ساختمانهای عمومی (مانند ساختمانهای دولتی) و ساختمانهای مذهبی (مساجد و کلیساها) از این قانون مستثنی هستند. همچنین خانواده‌های دارای املاک خصوصی به ارزش حداکثر ۲ میلیون لیر (۲۹۰٬۰۰۰ دلار) معاف هستند و فروشگاه‌های تجاری با ارزش اجاره سالانه بیش از ۱۲۰۰ لیر معاف نیستند.
هنگ کنگ
در هنگ کنگ، «مالیات بر املاک» در واقع مالیات بر درآمد است.
مطابق قانون درآمد داخلی، کلیه دارندگان املاک مشمول این مالیات نمی‌شوند؛ بلکه آنهایی که از بابت درآمد اجاره طی سال مورد ارزیابی، مبالغی را دریافت کنند، بایستی بخشی از آنرا بعنوان مالیات پرداخت بنمایند.